# نوکوکوییان زمینی
نوکوکوییان زمینی یک زیرتیره از تیرهٔ کوکویان (Cuculidae) است. اعضای این زیرتیره به عنوان کوکوهای زمینی جهان جدید شناخته می‌شوند، زیرا بیشتر آنها عمدتاً زمینی و بومی قاره آمریکا هستند. تنها سردهٔ Dromococcyx و Taperaدرختی‌تر هستند، و اینها نیز تنها کوکوهای انگل زادآوری در قاره آمریکا هستند، در حالی که بقیه همه لانه‌های خود را می‌سازند.